# ラム・ラジャ・プラサド・シン

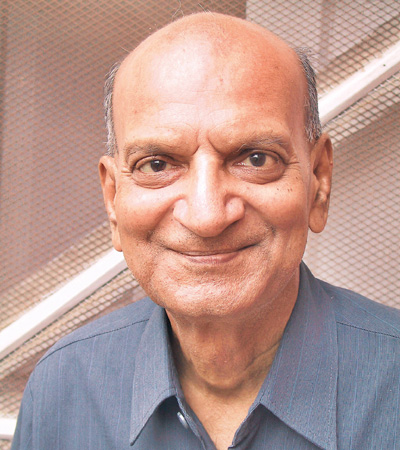
Ram Raja Prasad Singh

ラム・ラジャ・プラサド・シン（Ram Raja Prasad Singh　ネパール語: राम राजा प्रसाद सिंह、1936年 - 2012年9月12日）はネパールの政治家、共和制活動家。タライ（マデシ）東部サプタリ郡出身。ネパール初代大統領に立候補したが落選。2012年にカトマンズの病院で多臓器不全のため、死去。

## 生い立ち
父親は、裕福な地主だったが、インド独立運動に協力したため、シンは7歳で父とともに投獄される。インド独立で釈放される。父親のジャヤ・マンガル・プラサド・シンの民主化闘争の影響を強く受けた。
大学では法律を学び、デリー大学在学中にラテンアメリカの革命家・チェ・ゲバラに会っている。ゲバラはネパールでゲリラ戦を行うことを勧めたという。

## 政治活動
成人して法律家となり、1971年、議会制民主主義を掲げて国家パンチャーヤト議員に当選する。他の候補が漸進的に民主主義に移行することを主張したのに対し、シン一人だけ直ちに移行することを主張した。
パンチャーヤトの議長はシンを就任させることに気乗りがしなかった。シンは議会のロビーで私服の警官に逮捕され、特別法廷で起訴された。1971年8月26日、国王の恩赦を受け、パンチャーヤト議員に就任することができた。釈放後、民主化を主張し続け、各地で集会を組織した。
1976年左翼政治運動「ネパール民主戦線」（Nepal Janabadi Morcha）を設立、インド亡命中のシンが議長となる。パンチャーヤト体制のもとで地下活動を行った。
1985年、シンは王宮や国会などに爆弾を同時多発的に爆発させて、8人の死者を出した。当時、ネパール会議派はサティヤーグラハ（非暴力）運動を展開していたが、このために運動を中止した。そのため、大統領候補にはふさわしくないという意見も出ている。シンはこのため、死刑判決を受け、財産は政府に没収された。シンはネパールを脱出し、インドに亡命した。インドから帰国したのは1990年、民主化で刑が許されてからである。帰国後、目立った政治活動をしていない。
最近のインタビューではインドの情報機関からネパールからのマデシの分離独立へ導くよう求められたと話している。

## 大統領選の経緯
一時は当選確実とまで言われたが、結局落選した。
最大政党の毛沢東派がシンの支持するなか、これまで支持してきたマデシ人権フォーラムが、毛派が自党の副大統領候補を推さないという理由で支持を取り下げ、統一共産党とともにネパール会議派の大統領候補の支持に回った。7月19日の選挙ではネパール会議派などの推す、ラーム・バラン・ヤーダブ（294票）についで2位（270票）になったが、ヤーダブも過半数が確保できず、7月21日に再選挙することになった。

7月21日の再選挙ではラーム・バラン・ヤーダブが、議員総数594のうち308票を獲得して初代大統領に選出され、ラム・ラジャ・プラサド・シンは282票にとどまり、及ばなかった。